# Evgheni Evtușenko
Evgheni Aleksandrovici Evtușenko (în rusă: Евге́ний Алекса́ндрович Евтуше́нко; n. 18 iulie 1933 - d. 1 aprilie 2017) a fost un poet, romancier, eseist, dramaturg, scenarist, editor, actor, montor și regizor rus.
Reprezentant de seamă al „dezghețului” de după moartea lui Stalin, a fost una dintre primele voci umaniste care s-au făcut auzite în spațiul comunist-totalitarist sovietic, ca apărătoare a libertății individuale.

## Opera
- 1952: Cercetașii viitorului ("Разведчики грядущего");
- 1956: Șoseaua entuziaștilor ("Шоссе Энтузиастов");
- 1957: Mormintele partizanilor;
- 1970: Universitatea din Kazan ("Казанский университет");
- 1982: Mama și bomba cu neutroni ("Мама и нейтронная бомба").